# Замфірешть (Котмяна, Арджеш)
Замфірешть, Замфірешті (рум. Zamfirești) — село у повіті Арджеш в Румунії. Входить до складу комуни Котмяна.
Село розташоване на відстані 129 км на північний захід від Бухареста, 21 км на північний захід від Пітешть, 98 км на північний схід від Крайови, 105 км на південний захід від Брашова.

## Населення
За даними перепису населення 2002 року у селі проживала 131 особа, усі — румуни. Усі жителі села рідною мовою назвали румунську.